# آبجوسازی کاردینال
آبجوسازی کاردینال (انگلیسی: Cardinal Brewery)؛ یک کارخانه آبجوسازی است که در سال ۱۷۸۸ میلادی توسط فرانسوا پیلر، واقع در فریبورگ سوئیس، تأسیس شده‌است.